# Становищево
Станови́щево (рос. Становищево) — присілок у складі Грязовецького району Вологодської області, Росія. Входить до складу Перцевського сільського поселення.

## Населення
Населення — 22 особи (2010; 35 у 2002).
Національний склад (станом на 2002 рік):
- росіяни — 100 %